# Anton Blaschka
Anton Blaschka (* 7. Oktober 1892 in Ober Prausnitz, Bezirk Hohenelbe, Österreich-Ungarn; † 30. Juli 1970 in Halle (Saale)) war ein tschechisch-deutscher Mittellateinischer Philologe und Archivar.

## Leben
Nach Besuch des Staatsgymnasiums in Arnau studierte Blaschka von 1913 bis 1916 Geschichte und Klassische Philologie an der Universität Wien. Seit 1914 war er Soldat im Ersten Weltkrieg. Von 1919 bis 1922 war er Mitglied der Deutschen Christlichsozialen Volkspartei der ČSR. Seit 1921 war er im tschechoslowakischen Archivdienst tätig. Von 1922 bis 1924 studierte er Geschichte, Germanistik und Slawistik an der Deutschen Universität in Prag. Ab 1923 war er Beamter des Staatsarchivs des tschechoslowakischen Innenministeriums. Nach der Promotion 1926 (Prag, Dissertation: „Das Trautenauer Untertanenverzeichnis aus dem Jahr 1651“) war er seit 1929 Lehrbeauftragter und von 1933 bis 1935 Lektor für Latein des Mittelalters an der Deutschen Universität in Prag. Nach der Habilitation 1935 wurde er 1938 Ministerialoberkommissar des Archiv- und Bibliotheksdienstes. Ab 1939 leitete er das Archiv der Deutschen Universität Prag. Am 18. April 1939 beantragte er die Aufnahme in die NSDAP und wurde rückwirkend zum 1. April desselben Jahres aufgenommen (Mitgliedsnummer 7.078.443) und wurde Mitglied des Nationalsozialistischen Deutschen Dozentenbundes. 1940 wurde er Sektionsrat. Von 1941 bis 1945 lehrte er als außerplanmäßiger Professor für Lateinische Philologie des Mittelalters an der Deutschen Universität in Prag. Von 1942 bis 1945 war er nominell Leiter des Böhmischen Landesarchivs, tatsächlich als Soldat in der Heeresbücherei Prag tätig. 1944/45 war er Korrespondierendes Mitglied der Deutschen Akademie der Wissenschaften in Prag. Im Mai 1945 erfolgte die Internierung. Von 1945 bis 1952 war er Lehrbeauftragter, von 1952 bis 1955 Dozent und von 1955 bis 1959 ordentlicher Professor für Historische Hilfswissenschaften bzw. 1958/59 Leiter der Abteilung Mittelalter am Institut für Allgemeine Geschichte an der Universität Halle-Wittenberg. Seit 1965 war er ordentliches Mitglied der Sächsischen Akademie der Wissenschaften zu Leipzig.

## Schriften (Auswahl)
- „Dies Ire“. Der Sang vom Weltgericht in neuer Schau (= Věstník Královské Ceské Společnosti Nauk. Třída Filosoficko-Historicko-Filologická. 1937, 2, ZDB-ID 210122-1). Nákladem Královské České Spolěcnosti Nauk, Prag 1937.
- Die Personenstandsregister im Protektorat Böhmen und Mähren (= Sudetendeutsches historisches Archiv. Bd. 4, ZDB-ID 527439-4). Verlag der Deutschen Gesellschaft der Wissenschaften und Künste in Prag, Prag 1940.
- Kaiser Karls IV. Jugendleben und St.-Wenzels-Legende (= Die Geschichtsschreiber der deutschen Vorzeit. Bd. 3. Gesamtausgabe, Bd. 83, ZDB-ID 1402553-X). Böhlau, Weimar 1956.